# Kabinett Motlanthe
Die Mitglieder des Kabinett Motlanthe kamen im September 2008 in ihre Regierungsämter. Präsident der Republik Südafrika und Regierungschef war Kgalema Motlanthe. Seine Vereidigung zu diesem Amt erfolgte am 25. September 2008.

## Kabinettszusammensetzung
Die nachfolgende Tabelle stellt die Zusammensetzung des Kabinetts nach Quellenlage von 2008 dar.
| Geschäftsbereich | Minister                                                                    | Vizeminister                        |
| --- | --------------------------------------------------------------------------- | ----------------------------------- |
| Premierminister und Präsident der Republik Südafrika / Prime Minister und President of the Republic of South Africa | Kgalema Motlanthe                                                           | siehe nächste Zeile                 |
| Vizepräsident / Deputy president                                                                                    | Baleka Mbete                                                                |                                     |
| Minister im Präsidentenamt / Minister of the Presidency                                                             | Manto Tshabalala-Msimang                                                    |                                     |
| Landwirtschaft und Landfragen / Agriculture and Land Affairs                                                        | Lulama Xingwana                                                             | Dirk du Toit                        |
| Kunst und Kultur / Arts and Culture                                                                                 | Pallo Jordan                                                                | Ntombazana Botha                    |
| Kommunikation / Communications                                                                                      | Ivy Matsepe-Casaburri († 6. April 2009), Nachfolge Manto Tshabalala-Msimang | Radhakrishna 'Roy' Padayachee       |
| Strafvollzug / Correctional Services                                                                                | Ngconde Balfour                                                             | Loretta Jacobus                     |
| Verteidigung / Defence                                                                                              | Charles Nqakula                                                             | Fezile Bhengu                       |
| Bildung / Education                                                                                                 | Naledi Pandor                                                               |                                     |
| Umwelt und Tourismus / Environment and Tourism                                                                      | Mohammed Valli Moosa                                                        | Thizwilondi Mabudafhasi             |
| Finanzen / Finance                                                                                                  | Trevor Manuel                                                               |                                     |
| Internationale Angelegenheiten / Foreign Affairs                                                                    | Nkosazana Dlamini-Zuma                                                      | Aziz Pahad Susan van der Merwe      |
| Gesundheit / Health                                                                                                 | Barbara Hogan                                                               | Molefi Sefularo                     |
| Innere Angelegenheiten / Home Affairs                                                                               | Nosiviwe Mapisa-Nqakula                                                     | Knowledge Malusi Nkanyezi Gigaba    |
| Wohnungsbau / Housing                                                                                               | Lindiwe Sisulu                                                              |                                     |
| Nachrichtendienst / Intelligence                                                                                    | Siyabonga Cwele                                                             |                                     |
| Justiz und Verfassungsentwicklung / Justice and Constitutional Development                                          | Enver Surty                                                                 | Johnny de Lange                     |
| Arbeit / Labour | Membathisi Mdladlana                                                        |                                     |
| Bodenschätze und Energie / Minerals and Energy                                                                      | Buyelwa Sonjica                                                             |                                     |
| Provinz- und Lokalverwaltung / Provincial and Local Government                                                      | Sicelo Shiceka                                                              | Nomatyala Hangana                   |
| Öffentliche Unternehmen / Public Enterprises                                                                        | Brigitte Mabandla                                                           |                                     |
| Öffentlicher Dienst und Verwaltung / Public Service and Administration                                              | Richard Baloyi                                                              |                                     |
| Öffentliche Arbeiten / Public Works                                                                                 | Geoff Doidge                                                                | Ntopile Kganyago                    |
| Sicherheit / Safety and Security                                                                                    | Nathi Mthethwa                                                              | Susan Shabangu                      |
| Wissenschaft und Technologie / Science and Technology                                                               | Mosibudi Mangena                                                            | Derek Hanekom                       |
| Soziale Entwicklung / Social Development                                                                            | Zola Skweyiya                                                               | Jean Swanson-Jacobs                 |
| Sport und Erholung / Sport and Recreation                                                                           | Makhenkesi Arnold Stofile                                                   | Gert Oosthuizen                     |
| Handel und Industrie / Trade and Industry                                                                           | Mandisi Mpahlwa                                                             | Rob Haydn Davies Elizabeth Thabethe |
| Verkehr / Transport                                                                                                 | Jeff Radebe                                                                 |                                     |
| Wasser und Forsten / Water and Forestry                                                                             | Lindiwe Hendricks                                                           |                                     |